# Genba
Genba (現場, também romanizada como Gemba) é um termo japonês que significa "o lugar real". Detetives japoneses chamam a cena do crime de Genba, e repórteres da TV japonesa podem se referir a si mesmos como reportéres de Genba. Nos negócios, genba refere-se ao local onde o valor é criado; na manufatura, genba é o chão de fábrica. Ou seja, pode ser qualquer "lugar", como um canteiro de obras, piso de vendas ou onde o prestador de serviços interage diretamente com o cliente.

## Genba na filosofia Lean
No conceito de Lean manufacturing, genba tem o significado de ir ao local de trabalho e observar o que ocorre in loco, já que os desperdícios são visíveis. A caminhada gemba, assim como a Management By Walking Around (MBWA), é uma atividade que leva a gestão para as linhas de frente para buscar desperdícios e oportunidades para praticar genba kaizen, ou melhoria prática do chão de fábrica.

### Gemba Walk
"Gemba Walk" é um conceito que denota a ação de ir ver o processo real, entender o trabalho, fazer perguntas e aprender. É considerada uma parte fundamental da filosofia de filosofia lean.
O conceito de "Gemba Walk" foi desenvolvido por Taiichi Ohno, um executivo da Toyota. Ohno entendia ser fundamental dar a oportunidade para os funcionários se afastarem de suas tarefas diárias e olharem para o processo "de fora", avaliá-lo, falar sobre tarefas, perguntar, analisá-lo e, assim, identificar aspectos que possam ser melhorados. O objetivo do Gemba Walk é entender o fluxo de valor e seus problemas em vez de rever resultados ou fazer comentários superficiais.

## Genba na Gestão da Qualidade
Na ótica da Gestão da Qualidade, genba significa o piso fabril e a ideia é que, se ocorrer um problema, os engenheiros devem ir até lá para entender o impacto total do problema, coletando dados de todas as fontes. Ao contrário de grupos focais e pesquisas, as visitas genba não são roteirizadas ou vinculadas ao que se quer perguntar.

## Genba no Quality Function Deployment
Glenn Mazur introduziu este termo no Quality Function Deployment (QFD) - um sistema de qualidade para novos produtos onde a fabricação não começou - para significar o local de negócios ou estilo de vidado cliente. A ideia é que, para ser orientado pelo cliente, é preciso ir ao genba do cliente para entender seus problemas e oportunidades, usando todos os sentidos para coletar e processar dados.

## Ver Também
- Monozukuri Genba